# Annals of Surgery
Annals of Surgery, abgekürzt Ann. Surg., ist eine wissenschaftliche Fachzeitschrift, die vom Lippincott Williams&Wilkins-Verlag veröffentlicht wird. Die Zeitschrift ist sowohl mit der American Surgical Association als auch mit der European Surgical Association verbunden. Sie wurde 1885 gegründet und erscheint derzeit mit zwölf Ausgaben im Jahr. Es werden Arbeiten veröffentlicht, die sich mit der Verbesserung der chirurgischen Wissenschaft und Praxis beschäftigen.
Der Impact Factor lag im Jahr 2014 bei 8,327. Nach der Statistik des ISI Web of Knowledge wird das Journal mit diesem Impact Factor in der Kategorie Chirurgie an erster Stelle von 198 Zeitschriften geführt.